# Angelo Tarchi
Angelo Tarchi (Nàpols, Campània (Itàlia), 1759 o 1760 - París, (França), 19 d'agost de 1814) va ser uncompositor italià.
Va rebre la seva formació musical sota els ensenyaments de Lorenzo Fago i Nicola Sala al Conservatori de la Pietà dei Turchini, al qual va ser admès el 1771. Va debutar com a intèrpret d'òpera el 1778 amb L'archetiello, una comèdia en napolità. que es va posar en escena dins del conservatori napolità. Entre 1778 i 1780 van veure la llum altres obres còmiques que es donaven als teatres napolitans. Des de 1781 fins al carnaval de 1785 va estar principalment actiu a Roma, durant la resta de 1785 a Florència i entre 1787 i 1788 a Milà. Ja en aquesta ciutat l'any 1783 al Teatre de la Scala havia posat en escena Ademira, la seva primera òpera seriosa.
Els èxits que va aconseguir amb les seves actuacions van estendre la seva fama per Europa fins a arribar a Londres, on del 1788 al 1790 va ser nomenat director de música i compositor del "King's Theatre de Haymarket". Va ser llavors a París, en el període 1790-1791, on va presentar les seves altres obres operístiques, entre les quals Il conte di Saldagna (ja donat a La Scala el 1787). Des de principis dels noranta per problemes de salut la seva producció d'òpera va experimentar una notable disminució. El 1797 va posar en escena la seva darrera òpera italiana; de fet a partir d'aquesta data va compondre només obres en francès. Tanmateix, les influències de l'òpera còmica napolitana romanen a la seva òpera còmica. L'any 1802, després d'haver representat la seva darrera obra teatral, va decidir abandonar els escenaris i dedicar-se únicament a la docència.

## Obres
Es coneixen 53 obres de Tarchi; l'any i la ciutat fan referència a la primera actuació.
- L'architiello  (comèdia per a música, 1778, Nàpols)
- I viluppi amorosi  (comèdia per a música, llibret de Pasquale Mililotti, 1778, Nàpols)
- El barber d'Arpino (farsa, 1779, Nàpols)
- Il re alla caccia  (comèdia per a música, llibret de Pasquale Mililotti, 1780, Nàpols; també representada com La caça d'Enric IV)
- Les desgràcies afortunats (interludi, 1781, Roma)
- Don Fallopio  (interludi, 1782, Roma)
- El guerrer imaginari (interludi, 1783, Roma)
- Ademira  (òpera seriosa, llibret de Ferdinando Moretti, 1783, Teatro alla Scala de Milà)
- Els germans Pappamosca (comèdia per a música, llibret de Saverio Zini, 1784, Roma)
- Bacus i Ariadna  (festa teatral o cantata, llibret de C. Olivieri, 1784, Teatro Regio di Torino dirigit per Gaetano Pugnani amb Brigida Giorgi Banti i Girolamo Crescentini)
- `` Les coses d'avui dividides en trenta volums, primer volum, primera part  (interludi, 1784, Roma)
- Matrimoni per contratemps (comèdia per a música, 1785, Livorno)
- Mitridates rei del Pont  (drama musical, 1785, Roma)
- L'Arminio  (drama per a música, llibret de Ferdinando Moretti, 1785, Màntua)
- Ifigenia in Aulide  (drama per a música, llibret d'Apostolo Zeno, 1785, Pàdua)
- Virginia  (drama per a música, 1785, Florència)
- Ariarate  (drama per a música, llibret de Ferdinando Moretti, 1786, Milà)
- Ifigenia in Tauride  (drama per a música, llibret de Marco Coltellini, 1786, Venècia)
- Publio  (drama per a música, llibret d'Agostino Piovene, 1786, Florència)
- Demofoonte  (drama per a música, llibret de Pietro Metastasio, 1786, Torí)
- Il trionfo di Clelia  (drama per a música, llibret de Pietro Metastasio, 1786, Teatro Regio di Torino dirigit per Pugnani amb Girolamo Crescentini i Matteo Babbini)
- Melite acknowledged  (drama per a música, llibret de Gaetano Roccaforte, 1787, Roma)
- El comte de Saldagna  (tragèdia, llibret de Ferdinando Moretti, 1787, Teatro alla Scala de Milà amb Adriana Ferraresi Del Bene)
- Les noces de Fígaro (comèdia per a música, llibret de Lorenzo Da Ponte, 1787, Roma)
- Antioco  (drama per a música, llibret de Ferdinando Moretti, 1787, Teatro alla Scala de Milà)
- Demetrio  (drama per a música, llibret de Pietro Metastasio, 1787, Milà)
- Artaxerxes  (drama per a música, llibret de Pietro Metastasio, 1788, Màntua)
- Els dos rivals  (comèdia per a música, 1788, Roma)
- Alessandro nelle Indie  (drama per a música, llibret de Pietro Metastasio, 1788, Milà, refet per a Londres 1789 i Florència 1802)
- El desertor francès  (comèdia per a música, llibret de B. Benincasa, 1789, Londres)
- Ezio  (drama per a música, llibret de Pietro Metastasio, 1789, Vicenza)
- Giulio Sabino  (drama per a música, llibret de Pietro Giovannini, 1790, Teatro Regio di Torino dirigit per Pugnani amb Luigi Marchesi)
- El cavaller errant  (drama heroic-còmic, 1790, París)
- El príncep escombrador de xemeneies (comèdia per a música, llibret de Giuseppe Carpani, 1790, Monza)
- L'apoteosi d'Hèrcules (drama per a música, llibret de Mattia Botturini, 1790, Venècia)
- La falsa baronessa (comèdia per a música, llibret de Filippo Livigni, 1790, Nàpols)
- Tito Manlio  (drama per a música, llibret de Gaetano Roccaforte, 1791, Roma)
- Don Quixot  (comèdia per a música, 1791, París)
- L'Olimpiade  (drama per a música, llibret de Pietro Metastasio, 1792, Roma)
- Andrasto re d'Egitto  (drama per a música, llibret de Giovanni De Gamerra, 1792, Teatro alla Scala de Milà)
- La mort de Nero (drama per a música, 1792, Milà o Florència)
- Dorval i Virginia  (drama, prosa i música, llibret de Giuseppe Maria Foppa, 1793, Venècia9
- Le Danaidi  (drama per a música, llibret de Gaetano Sertor, 1794, Teatro alla Scala de Milà)
- La petita impostura dura (comèdia per a música, 1795, Teatro alla Scala de Milà)
- Ciro acknowledged  (drama per a música, llibret de Pietro Metastasio, 1796, Piacenza)
- La conspiració pisana (drama per a música, llibret de Francesco Saverio Salfi, 1797, Teatre alla Scala de Milà)
- Le cabriolet jaune ou Le phénix d'Angoulême  (òpera còmica, llibret de J. A. de Ségur, 1798, París)
- Aurore de Gusman  (òpera còmica, 1799, París)
- Le général suédois  (òpera còmica, 1799, París)
- Le trente et quarante  (òpera còmica, llibret d'A. Duval, 1799, París)
- D'auberge en auberge ou Les préventions  (òpera còmica, llibret d'E. Mercier-Dupaty, 1800, París)
- Une aventure de M. de Sainte-Foix ou Le coup d'épée  (òpera còmica, llibret d'A. Duval, 1802, París)
- Astolphe et Alba ou A quoi la fortune  (òpera còmica, llibret de J. A. de Ségur, 1802, París)